# 欧洲新闻台
欧洲新闻台（Euronews）是一家以多语种播放的歐洲跨國新闻电视台，于1993年1月1日开播，开播时其总部位于法国里昂。从欧洲的角度来报道国际新闻。欧盟每年为该电视台提供500万欧元的资金支持，但是该台超过10%以上的节目内容必须和欧盟有关，2008年6月4日，该台重新设计了台标。2016年5月，该台再次更换台标，并在节目中加入新闻跑马灯，同年与美国全国广播公司新闻部合作。2017年开始分拆各语种版本并引入主播时段，停播乌克兰语版。
2022年5月25日开播罗马尼亚语版。2023年3月，电视台总部迁至比利时首都布鲁塞尔。

## 节目内容

欧洲新闻台旧标志（2008-2016）

欧洲新闻台曾采用没有新闻主播，而只有新闻画面配上旁白的方式来进行新闻报道，每30分钟一次的来自欧洲和世界各地的滚动新闻，屏幕右方则不断滚动播出来自各大媒体的简要文字新闻。同时还有一个名为《没有评论》（No Comment）的栏目专门报道关注度较高的新闻，该栏目只有新闻现场的原声视频，没有旁白。此外还有来自主要报刊杂志的新闻，集中在股市行情、财经新闻、体育、艺术人文、科技、天气、欧洲政治和欧洲主流报纸的社论，但是突发新闻发生时，这些节目会让步于突发新闻报道。

### 主要节目
- 《新聞》（News）： 最新的国际新闻。
- 《體育》（Sport）： 体育新闻摘要。
- 《商业》（Business）： 最新商业新闻。
- 《欧洲气象》（Meteo Europe）
- 《世界气象》（Meteo World）
- 《機場气象》（Meteo Airport）
- 《广告》（Ads）
- 《影院》（Cinema）： 最新的电影新闻。
- 《市场》（Markets）：股市行情、外汇牌价及期货行情。
- 《全球对话》（Global Conversation）：国际决策者与欧洲新闻台记者在思想在全球事务中坦诚和建设性的交流互动。

## 语言
欧洲新闻台使用15种语言播出，包括英语、法语、德语、西班牙语、葡萄牙语、意大利语、俄语、格鲁吉亚语、土耳其语、波兰语、阿拉伯语、波斯语、罗马尼亚语和阿尔巴尼亚语。

另外该频道曾经和罗马尼亚电视台合作在罗马尼亚播放半个小时的罗语节目。

## 特许经营权
自 2018 年以来，欧洲新闻台已开始将其名称授权给南欧、中欧和东欧的各种私人和公共广播公司和组织，同意建立本地化的欧洲新闻台，以当地语言广播区域、国家、欧洲和国际新闻。这些频道中第一个推出的频道是Euronews Albania。
- Euronews Albania

2019 年，欧洲新闻台 通过与阿尔巴尼亚当地RTV In的合资企业推出了第一个特许经营权。这个名为Euronews Albania的新频道总部位于阿尔巴尼亚的地拉那，覆盖阿尔巴尼亚、黑山、科索沃和北马其顿等西巴尔干国家。
- Euronews Bulgaria

2021 年，Euronews 与 TV Europa 签署了合作伙伴关系，以推出一个保加利亚语频道。新频道于2022年5月5日开播。
- Euronews Georgia

2019 年，Euronews 与当地电信公司Silknet签署协议，推出格鲁吉亚语频道。新频道于8月31日开始播出。
- Euronews Romania

2021 年，Euronews 与布加勒斯特理工大学合作推出了一个罗马尼亚语频道。新频道于 2022 年 5 月 25 日开始播出，还覆盖了摩尔多瓦共和国。
- Euronews Serbia

2019 年，Euronews 与塞尔维亚电信旗下的媒体集团 HD-WIN 合作，推出了塞尔维亚语频道。新频道于 2021 年 6 月 3 日开始播出。

## 电台版本
2012年10月2日，欧洲新闻台的广播电台版本（euronews radio）开播。电台版本大部分时间与电视版本联播，《No Comment》时段以音乐代替，原本不设配音的气象时段增设了播音员播报天气的部分。
截至 2020 年 12 月，该广播服务似乎已经停止，其网页或 TuneIn 上的流媒体也无法使用。

## 争议
Pedro Vargas David（Alpac Capital首席执行官）的父亲 Mário David 是匈牙利总理欧尔班·维克托的长期合伙人、顾问和朋友。 根据智库 Mertek Media Monitor 主任 Ágnes Urbán 的说法，Euronews 有被利用为匈牙利政府“伪独立”媒体前哨的风险，在那里它保持着独立的外表，但“远低于对匈牙利和其他所谓的非自由民主国家的批评”立场。